# Kvalifikace na Mistrovství světa ve fotbale 1998 (CAF)
Kvalifikace na Mistrovství světa ve fotbale 1998 zóny CAF určila 5 účastníků závěrečného turnaje.
Africké kvalifikace se po dodatečném odhlášení dvou týmů zúčastnilo 36 reprezentací. Čtveřice nejlepších podle žebříčku FIFA ( Kamerun,  Nigérie,  Maroko a  Egypt) byla nasazena přímo do skupinové fáze, zatímco zbylých 32 týmů se účastnilo předkola hraného systémem doma a venku. Ve skupinové fázi bylo 20 týmů rozlosováno do 5 skupin po 4 týmech. Vítězové skupin následně postoupili na MS.

## Předkolo
| Datum                   | Domácí | Výsledek | Hosté  |
| ----------------------- | ------ | -------- | ------ |
| 2. června 1996, Chartúm | Súdán  | 2 – 0    | Zambie |
| 16. června 1996, Lusaka | Zambie | 3 – 0    | Súdán  |

Zambie postoupila do skupinové fáze díky celkovému vítězství 3-2.
| Datum                    | Domácí   | Výsledek | Hosté    |
| ------------------------ | -------- | -------- | -------- |
| 1. června 1996, Windhoek | Namibie  | 2 – 0    | Mosambik |
| 16. června 1996, Maputo  | Mosambik | 1 – 1    | Namibie  |

Namibie postoupila do skupinové fáze díky celkovému vítězství 3-1.
| Datum                         | Domácí   | Výsledek | Hosté    |
| ----------------------------- | -------- | -------- | -------- |
| 8. června 1996, Dar es Salaam | Tanzanie | 0 – 0    | Ghana    |
| 17. června 1996, Accra        | Ghana    | 2 – 1    | Tanzanie |

Ghana postoupila do skupinové fáze díky celkovému vítězství 2-1.
| Datum                       | Domácí    | Výsledek | Hosté     |
| --------------------------- | --------- | -------- | --------- |
| 2. června 1996, Mbabane     | Svazijsko | 0 – 1    | Gabon     |
| 16. června 1996, Libreville | Gabon     | 2 – 0    | Svazijsko |

Gabon postoupil do skupinové fáze díky celkovému vítězství 3-0.
| Datum                   | Domácí | Výsledek | Hosté  |
| ----------------------- | ------ | -------- | ------ |
| 1. června 1996, Kampala | Uganda | 0 – 2    | Angola |
| 16. června 1996, Luanda | Angola | 3 – 1    | Uganda |

Angola postoupila do skupinové fáze díky celkovému vítězství 5-1.
| Datum                     | Domácí    | Výsledek | Hosté     |
| ------------------------- | --------- | -------- | --------- |
| 2. června 1996, Curepipe  | Mauricius | 1 – 5    | Zair      |
| 16. června 1996, Kinshasa | Zair      | 2 – 0    | Mauricius |

Zair postoupil do skupinové fáze díky celkovému vítězství 7-1.
| Datum                         | Domácí                | Výsledek | Hosté                 |
| ----------------------------- | --------------------- | -------- | --------------------- |
| 1. června 1996, Blantyre      | Malawi                | 0 – 1    | Jihoafrická republika |
| 15. června 1996, Johannesburg | Jihoafrická republika | 3 – 0    | Malawi                |

JAR postoupila do skupinové fáze díky celkovému vítězství 4-0.
| Datum                        | Domácí     | Výsledek | Hosté      |
| ---------------------------- | ---------- | -------- | ---------- |
| 2. června 1996, Antananarivo | Madagaskar | 1 – 2    | Zimbabwe   |
| 15. června 1996, Dakar       | Zimbabwe   | 2 – 2    | Madagaskar |

Zimbabwe postoupilo do skupinové fáze díky celkovému vítězství 4-3.
| Datum                    | Domácí        | Výsledek | Hosté         |
| ------------------------ | ------------- | -------- | ------------- |
| 1. června 1996, Bissau   | Guinea-Bissau | 3 – 2    | Guinea        |
| 16. června 1996, Conakry | Guinea        | 3 – 1    | Guinea-Bissau |

Guinea postoupila do skupinové fáze díky celkovému vítězství 5-4.
| Datum                  | Domácí  | Výsledek | Hosté   |
| ---------------------- | ------- | -------- | ------- |
| 2. června 1996, Kigali | Rwanda  | 1 – 3    | Tunisko |
| 16. června 1996, Tunis | Tunisko | 2 – 0    | Rwanda  |

Tunisko postoupilo do skupinové fáze díky celkovému vítězství 5-1.
| Datum                       | Domácí            | Výsledek | Hosté             |
| --------------------------- | ----------------- | -------- | ----------------- |
| 2. června 1996, Brazzaville | Konžská republika | 2 – 0    | Pobřeží slonoviny |
| 16. června 1996, Abidžan    | Pobřeží slonoviny | 1 – 1    | Konžská republika |

Republika Kongo postoupila do skupinové fáze díky celkovému vítězství 3-1.
| Datum                   | Domácí   | Výsledek | Hosté    |
| ----------------------- | -------- | -------- | -------- |
| 2. června 1996, Nairobi | Keňa     | 3 – 1    | Alžírsko |
| 14. června 1996, Alžír  | Alžírsko | 1 – 0    | Keňa     |

Keňa postoupila do skupinové fáze díky celkovému vítězství 3-2.
| Datum                     | Domácí       | Výsledek | Hosté        |
| ------------------------- | ------------ | -------- | ------------ |
| 2. června 1996, Bujumbura | Burundi      | 1 – 0    | Sierra Leone |
| 15. června 1996, Freetown | Sierra Leone | 0 – 1    | Burundi      |

Burundi postoupilo do skupinové fáze díky celkovému vítězství 2-0, ale před tím, než skupinová fáze odstartovala, tak se odhlásilo. Nahradila ho tudíž Sierra Leone.
| Datum                        | Domácí       | Výsledek | Hosté        |
| ---------------------------- | ------------ | -------- | ------------ |
| 31. května 1996, Nouakchott  | Mauritánie   | 0 – 0    | Burkina Faso |
| 16. června 1996, Ouagadougou | Burkina Faso | 2 – 0    | Mauritánie   |

Burkina Faso postoupila do skupinové fáze díky celkovému vítězství 2-0.
| Datum                  | Domácí  | Výsledek | Hosté   |
| ---------------------- | ------- | -------- | ------- |
| 2. června 1996, Lomé   | Togo    | 2 – 1    | Senegal |
| 15. června 1996, Dakar | Senegal | 1 – 1    | Togo    |

Togo postoupilo do skupinové fáze díky celkovému vítězství 3-2.
| Datum                  | Domácí  | Výsledek | Hosté   |
| ---------------------- | ------- | -------- | ------- |
| 1. června 1996, Banjul | Gambie  | 2 – 1    | Libérie |
| 23. června 1996, Accra | Libérie | 4 – 0    | Gambie  |

Libérie postoupila do skupinové fáze díky celkovému vítězství 5-2.

## Skupinová fáze

### Skupina 1
| Poř. | Tým          | Z | V | R | P | VG | IG | +/- | B  |
| ---- | ------------ | - | - | - | - | -- | -- | --- | -- |
| 1    | Nigérie      | 6 | 4 | 1 | 1 | 10 | 4  | 6   | 13 |
| 2    | Guinea       | 6 | 4 | 0 | 2 | 10 | 5  | 5   | 12 |
| 3    | Keňa         | 6 | 3 | 1 | 2 | 11 | 12 | -1  | 10 |
| 4    | Burkina Faso | 6 | 0 | 0 | 6 | 7  | 17 | -10 | 0  |

| Datum                          | Domácí       | Výsledek | Hosté        |
| ------------------------------ | ------------ | -------- | ------------ |
| 9. listopadu 1996, Lagos       | Nigérie      | 2 – 0    | Burkina Faso |
| 10. listopadu 1996, Conakry    | Guinea       | 3 – 1    | Keňa         |
| 12. ledna 1997, Nairobi        | Keňa         | 1 – 1    | Nigérie      |
| 12. ledna 1997, Ouagadougou    | Burkina Faso | 0 – 2    | Guinea       |
| 5. dubna 1997, Lagos           | Nigérie      | 2 – 1    | Guinea       |
| 6. dubna 1997, Nairobi         | Keňa         | 4 – 3    | Burkina Faso |
| 27. dubna 1997, Ouagadougou    | Burkina Faso | 1 – 2    | Nigérie      |
| 27. dubna 1997, Nairobi        | Keňa         | 1 – 0    | Guinea       |
| 7. června 1997, Lagos          | Nigérie      | 3 – 0    | Keňa         |
| 8. června 1997, Conakry        | Guinea       | 3 – 1    | Burkina Faso |
| 16. srpna 1997, Bobo-Dioulasso | Burkina Faso | 2 – 4    | Keňa         |
| 17. srpna 1997, Conakry        | Guinea       | 1 – 0    | Nigérie      |

Nigérie se kvalifikovala na Mistrovství světa ve fotbale 1998.

### Skupina 2
| Poř. | Tým     | Z | V | R | P | VG | IG | +/- | B  |
| ---- | ------- | - | - | - | - | -- | -- | --- | -- |
| 1    | Tunisko | 6 | 5 | 1 | 0 | 10 | 1  | 9   | 16 |
| 2    | Egypt   | 6 | 3 | 1 | 2 | 15 | 5  | 10  | 10 |
| 3    | Libérie | 6 | 1 | 1 | 4 | 2  | 10 | -8  | 4  |
| 4    | Namibie | 6 | 1 | 1 | 4 | 6  | 17 | -11 | 4  |

| Datum                     | Domácí  | Výsledek | Hosté   |
| ------------------------- | ------- | -------- | ------- |
| 8. listopadu 1996, Káhira | Egypt   | 7 – 1    | Namibie |
| 10. listopadu 1996, Accra | Libérie | 0 – 1    | Tunisko |
| 11. ledna 1997, Windhoek  | Namibie | 0 – 0    | Libérie |
| 12. ledna 1997, Tunis     | Tunisko | 1 – 0    | Egypt   |
| 6. dubna 1997, Accra      | Libérie | 1 – 0    | Egypt   |
| 6. dubna 1997, Windhoek   | Namibie | 1 – 2    | Tunisko |
| 26. dubna 1997, Windhoek  | Namibie | 2 – 3    | Egypt   |
| 27. dubna 1997, Tunis     | Tunisko | 2 – 0    | Libérie |
| 8. června 1997, Monrovia  | Libérie | 1 – 2    | Namibie |
| 8. června 1997, Káhira    | Egypt   | 0 – 0    | Tunisko |
| 17. srpna 1997, Káhira    | Egypt   | 5 – 0    | Libérie |
| 17. srpna 1997, Tunis     | Tunisko | 4 – 0    | Namibie |

Tunisko se kvalifikovalo na Mistrovství světa ve fotbale 1998.

### Skupina 3
| Poř. | Tým                   | Z | V | R | P | VG | IG | +/- | B  |
| ---- | --------------------- | - | - | - | - | -- | -- | --- | -- |
| 1    | Jihoafrická republika | 6 | 4 | 1 | 1 | 7  | 3  | 4   | 13 |
| 2    | Konžská republika     | 6 | 3 | 1 | 2 | 5  | 5  | 0   | 10 |
| 3    | Zambie                | 6 | 2 | 2 | 2 | 7  | 6  | 1   | 8  |
| 4    | DR Kongo              | 6 | 0 | 2 | 4 | 4  | 9  | -5  | 2  |

| Datum                            | Domácí                | Výsledek | Hosté                 |
| -------------------------------- | --------------------- | -------- | --------------------- |
| 9. listopadu 1996, Johannesburg  | Jihoafrická republika | 1 – 0    | Zair                  |
| 10. listopadu 1996, Pointe-Noire | Konžská republika     | 1 – 0    | Zambie                |
| 11. ledna 1997, Lusaka           | Zambie                | 0 – 0    | Jihoafrická republika |
| 12. ledna 1997, Kinshasa         | Zair                  | 1 – 1    | Konžská republika     |
| 6. dubna 1997, Pointe-Noire      | Konžská republika     | 2 – 0    | Jihoafrická republika |
| 9. dubna 1997, Harare            | Zair                  | 2 – 2    | Zambie                |
| 27. dubna 1997, Lusaka           | Zambie                | 3 – 0    | Konžská republika     |
| 27. dubna 1997, Lomé             | Zair                  | 1 – 2    | Jihoafrická republika |
| 8. června 1997, Pointe-Noire     | Konžská republika     | 1 – 0    | DR Kongo              |
| 8. června 1997, Johannesburg     | Jihoafrická republika | 3 – 0    | Zambie                |
| 16. srpna 1997, Johannesburg     | Jihoafrická republika | 1 – 0    | Konžská republika     |
| 16. srpna 1997, Lusaka           | Zambie                | 2 – 0    | DR Kongo              |

V květnu 1997 se Zair přejmenoval na Demokratickou republiku Kongo.
JAR se kvalifikovala na Mistrovství světa ve fotbale 1998.

### Skupina 4
| Poř. | Tým      | Z | V | R | P | VG | IG | +/- | B  |
| ---- | -------- | - | - | - | - | -- | -- | --- | -- |
| 1    | Kamerun  | 6 | 4 | 2 | 0 | 10 | 4  | 6   | 14 |
| 2    | Angola   | 6 | 2 | 4 | 0 | 7  | 4  | 3   | 10 |
| 3    | Zimbabwe | 6 | 1 | 1 | 4 | 6  | 7  | -1  | 4  |
| 4    | Togo     | 6 | 1 | 1 | 4 | 6  | 14 | -8  | 4  |

| Datum                      | Domácí   | Výsledek | Hosté    |
| -------------------------- | -------- | -------- | -------- |
| 10. listopadu 1996, Luanda | Angola   | 2 – 1    | Zimbabwe |
| 10. listopadu 1996, Lomé   | Togo     | 2 – 4    | Kamerun  |
| 12. ledna 1997, Harare     | Zimbabwe | 3 – 0    | Togo     |
| 12. ledna 1997, Yaoundé    | Kamerun  | 0 – 0    | Angola   |
| 6. dubna 1997, Luanda      | Angola   | 3 – 1    | Togo     |
| 6. dubna 1997, Yaoundé     | Kamerun  | 1 – 0    | Zimbabwe |
| 27. dubna 1997, Harare     | Zimbabwe | 0 – 0    | Angola   |
| 27. dubna 1997, Yaoundé    | Kamerun  | 2 – 0    | Togo     |
| 8. června 1997, Luanda     | Angola   | 1 – 1    | Kamerun  |
| 8. června 1997, Lomé       | Togo     | 2 – 1    | Zimbabwe |
| 17. srpna 1997, Lomé       | Togo     | 1 – 1    | Angola   |
| 17. srpna 1997, Harare     | Zimbabwe | 1 – 2    | Kamerun  |

Kamerun se kvalifikoval na Mistrovství světa ve fotbale 1998.

### Skupina 5
| Poř. | Tým          | Z | V | R | P | VG | IG | +/- | B  |
| ---- | ------------ | - | - | - | - | -- | -- | --- | -- |
| 1    | Maroko       | 6 | 5 | 1 | 0 | 14 | 2  | 12  | 16 |
| 2    | Sierra Leone | 5 | 2 | 1 | 2 | 4  | 6  | -2  | 7  |
| 3    | Ghana        | 6 | 1 | 3 | 2 | 7  | 7  | 0   | 6  |
| 4    | Gabon        | 5 | 0 | 1 | 4 | 1  | 11 | -10 | 1  |

| Datum                          | Domácí       | Výsledek | Hosté        |
| ------------------------------ | ------------ | -------- | ------------ |
| 9. listopadu 1996, Rabat       | Maroko       | 4 – 0    | Sierra Leone |
| 10. listopadu 1996, Libreville | Gabon        | 1 – 1    | Ghana        |
| 11. ledna 1997, Freetown       | Sierra Leone | 1 – 0    | Gabon        |
| 12. ledna 1997, Kumasi         | Ghana        | 2 – 2    | Maroko       |
| 5. dubna 1997, Freetown        | Sierra Leone | 1 – 1    | Ghana        |
| 6. dubna 1997, Libreville      | Gabon        | 0 – 4*   | Maroko       |
| 26. dubna 1997, Freetown       | Sierra Leone | 0 – 1    | Maroko       |
| 27. dubna 1997, Accra          | Ghana        | 3 – 0    | Gabon        |
| 7. června 1997, Casablanca     | Maroko       | 1 – 0    | Ghana        |
| 17. srpna 1997, Obuasi         | Ghana        | 0 – 2    | Sierra Leone |
| 17. srpna 1997, Casablanca     | Maroko       | 2 – 0    | Gabon        |

(*)Zápas byl předčasně ukončen za stavu 0:4 a tento výsledek byl potvrzen FIFA jako konečný.
Utkání Gabon vs. Sierra Leone se již z finančních důvodů nehrálo, protože ani jeden z týmů již nemohl postoupit.
Maroko se kvalifikovalo na Mistrovství světa ve fotbale 1998.